# Dunkirk (Ohio)
Pour les articles homonymes, voir Dunkirk.
Dunkirk est un village américain situé dans le comté de Hardin, dans l’Ohio. Selon le recensement de 2010, sa population est de 875 habitants.